# 瓦隆德莱德尔
瓦隆德莱德尔（法語：Vallons-de-l'Erdre，發音：[valɔ̃ də lɛʁdʁ] ⓘ）是法国大西洋卢瓦尔省沙托布里扬-昂斯尼区的市镇，面积189.21平方千米，2022年1月1日人口为6,625人。其于2018年1月1日由六个市镇合并而成，行政中心位于圣马尔拉雅耶。
瓦隆德莱德尔是一个新市镇，六个原市镇为该新市镇的委派市镇。

## 地名
“瓦隆德莱德尔”（Vallons-de-l'Erdre）一名在法语中意为“埃德尔河之谷”。

## 历史
瓦隆德莱德尔成立于2018年1月1日，由以下六个市镇合并而来：
- 博讷夫尔（Bonnœuvre）
- 弗雷涅（Freigné）
- 莫米松（Maumusson）
- 圣马尔拉雅耶（Saint-Mars-la-Jaille）
- 圣叙尔皮斯德朗德（Saint-Sulpice-des-Landes）
- 弗里

其中圣马尔拉雅耶为政府驻地。而弗雷涅在合并前属于曼恩-卢瓦尔省。

## 地理
瓦隆德莱德尔（47°31'34"N, 1°11'1"W）面积189.21平方千米，位于法国卢瓦尔河地区大区大西洋卢瓦尔省，该省份为法国西北部沿海省份，位于布列塔尼半岛东南部，北起伊勒-维莱讷省，西北接莫尔比昂省，西临大西洋，南至旺代省，东临曼恩-卢瓦尔省。
与瓦隆德莱德尔接壤的市镇（或旧市镇、城区）包括：勒潘、拉沙佩勒格兰、小欧韦内、里亚耶、大欧韦内、帕讷塞、拉罗什布朗什、普耶莱科托、卢瓦罗克桑斯、瓦勒代德尔欧桑斯、康代、昂格里、沙兰拉波特里。
瓦隆德莱德尔的时区为UTC+01:00、UTC+02:00（夏令时）。

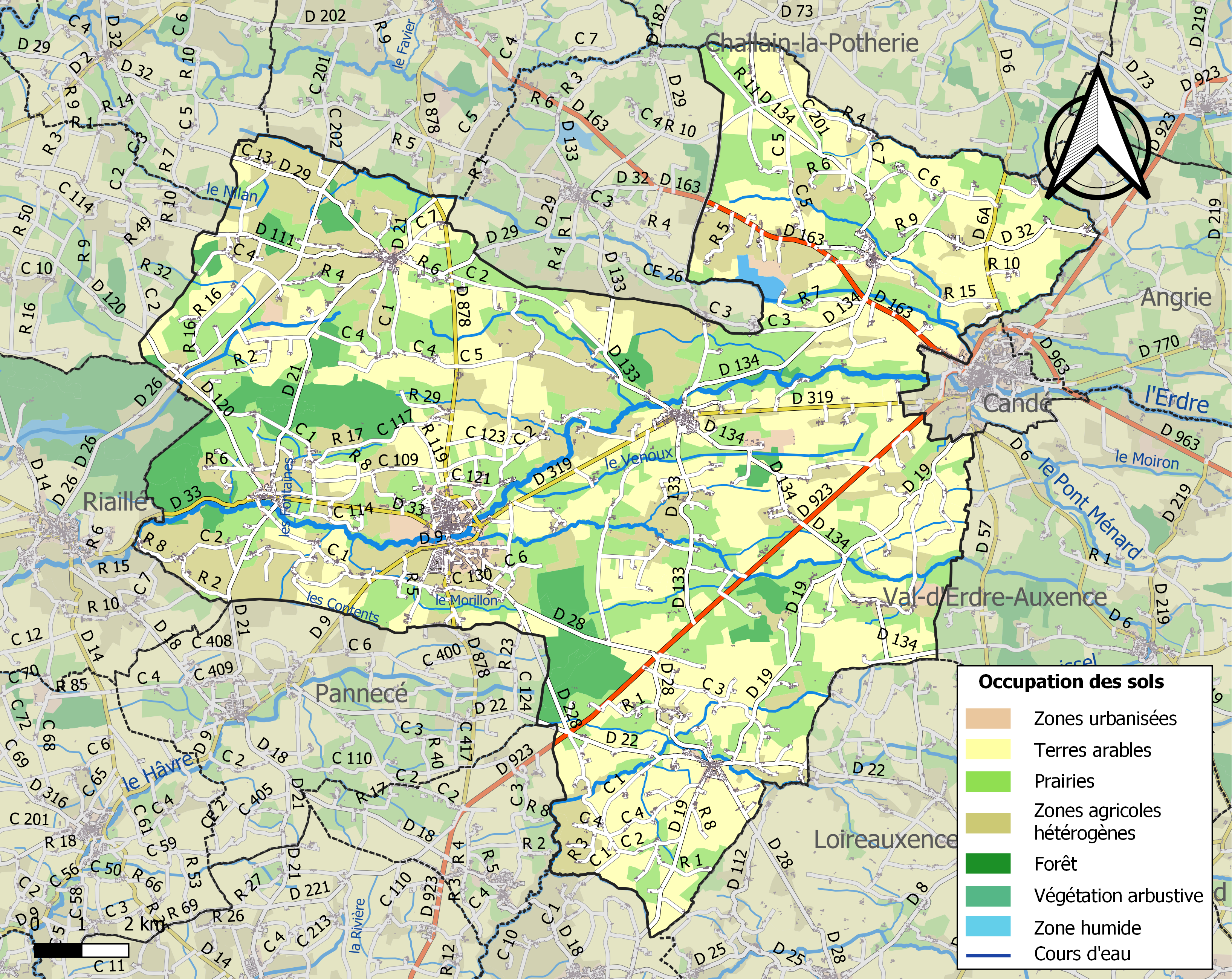
瓦隆德莱德尔的OSM定位图

## 行政
瓦隆德莱德尔的邮政编码为44540，INSEE市镇编码为44180。

## 政治
瓦隆德莱德尔所属的省级选区为昂斯尼-圣热雷翁县。

## 人口
瓦隆德莱德尔于2022年1月1日时的人口数量为6625人。